# Odontostreptus flavipes
Odontostreptus flavipes är en mångfotingart som beskrevs av Carl Graf Attems 1914. Odontostreptus flavipes ingår i släktet Odontostreptus och familjen Spirostreptidae. Inga underarter finns listade i Catalogue of Life.